# (2714) Matti
(2714) Matti es un asteroide perteneciente al cinturón de asteroides descubierto el 5 de abril de 1938 por Heikki A. Alikoski desde el observatorio de Iso-Heikkilä en Turku, Finlandia.
Está nombrado en honor del hijo del descubridor.